# Buzura antecreta
Buzura antecreta là một loài bướm đêm trong họ Geometridae.